# Halesowen
Halesowen – miasto w dystrykcie metropolitalnym Dudley, w hrabstwie West Midlands w Anglii.
W 2001 roku miasto liczyło 55 273 mieszkańców.